# هيروهيكو كاكيغاوا
هيروهيكو كاكيغاوا (掛川 裕彦) وُلد في 11 أكتوبر 1964 في سايتاما في اليابان، وهو مؤدي أصوات ياباني. تلقى تعليمه العالي في جامعة واسيدا.

## وصلات خارجية
- هيروهيكو كاكيغاوا  في شبكة أخبار الأنمي
- هيروهيكو كاكيغاوا على موقع IMDb (الإنجليزية)
- هيروهيكو كاكيغاوا على موقع ميوزك برينز (الإنجليزية)
- هيروهيكو كاكيغاوا على موقع قاعدة بيانات الفيلم (الإنجليزية)